# Hầm đường bộ Phước Tượng – Phú Gia
Hầm đường bộ Phước Tượng – Phú Gia là hệ thống hai hầm trên Quốc lộ 1 đoạn qua huyện Phú Lộc, thành phố Huế.
Hầm Phước Tượng có chiều dài 375 m, hầm Phú Gia có chiều dài 447 m, cả hai hầm đều rộng 12 m, gồm hai làn xe cơ giới, với vận tốc thiết kế 80 km/h, chịu được động đất cấp 6.
Dự án có tổng vốn đầu tư là 1.743 tỷ đồng, do Công ty cổ phần BOT Phước Tượng - Phú Gia đầu tư theo hình thức BOT. Công trình được khởi công vào tháng 5 năm 2013 và đưa vào sử dụng từ tháng 12 năm 2015.